# 帕拉奈斯蒂翁
帕拉奈斯蒂翁（希臘語：Παρανέστι）是希腊东马其顿和色雷斯大区兹拉马专区的市镇，行政中心为帕拉奈斯蒂翁村。市镇面积为1,029.4平方公里，2021年人口数量为2,843人。
现今范围的市镇设立于2011年地方政府改革中，由原两个市镇（帕拉奈斯蒂翁和尼基福罗斯）合并而成，原市镇则成为此市镇的两个市区。帕拉奈斯蒂翁市区（即原帕拉奈斯蒂翁市镇）的面积为788.394平方公里，2021年人口数量为994人。